# Francisco Caneiro de Sequeira
Francisco Caneiro de Sequeira († 1652) war ein portugiesischer Kolonialsoldat. 
1642 wurde Sequeira vom Generalvikar der Kongregation im Osten und dem Vizekönig von Goa João da Silva Telo e Menezes zusammen mit 20 Missionaren nach Timor geschickt. 1644 kommandierte er den portugiesischen Stützpunkt Konga im Osten der Insel Flores, der dank dem Handel mit Timor und freien Kaufleuten aus Makassar florierte. Sequeira hatte dazu gedrängt, den Handel mit Sandelholz von Larantuka nach Konga zu verlegen, um dem Einfluss der Dominikaner und des Raja von Larantuka zu entgehen, dem er Untreue gegenüber Portugal und Mangel an christlicher Hingabe vorwarf. Zwischen den beiden portugiesischen Stützpunkten wuchsen die Konkurrenz. 1646 erreichte der neue Capitão-mor João Colaço Tenreiros Flores. Er brachte vom Vize-König für Sequeira eine Beförderung zum Capitão-mor von Timor mit, zusammen mit dem Auftrag, in Kupang eine Festung zu bauen. Die bleibende Unterordnung Timors unter Flores und damit Larantuka akzeptierten Sequeira und seine Männer aber nicht, die sogar mit Waffengewalt die Anlandung des neuen Kapitäns verhinderten. Erst der neue Generalvikar Sebastião de São José konnte die Portugiesen wieder vereinigen.
Von 1649 bis 1652 war Sequeira als Kapitän der Expedition nach Solor und Timor und Kommandant der Festung von Kupang die höchste koloniale Instanz Portugals in der Region.
Nachdem die Königin von Mena auf der Insel Timor die 27 Portugiesen in ihrem Reich hatte töten lassen, führte Sequeira eine Strafexpedition und ließ die Königin und den König von Mena wegen „Kollaboration mit den niederländischen Feinden“ hinrichten.
1652 verstarb Sequeira an einer Krankheit.